# Armoriale dei comuni dell'Alta Marna
Questa pagina contiene le armi (stemma e blasonatura) dei comuni del dipartimento dell'Alta Marna

## A
| Stemma | Nome del comune e blasonatura |
| ------ | --- |
|        | Aigremont De gueules au lion couronné d'or (di rosso, al leone coronato d'oro) |
|        | Aillianville Parti, d'argent à un chêne arraché de sable feuillé de sinople surmontée d'une couronne de baron d'or, et coupé ; au premier d'or à une bande de gueules chargée de trois alérions d'argent, à un lion du champ brochant et au chef de France moderne (d'azur à trois fleurs de lys d'or), au second de Champagne (d'azur à la bande d'argent côtoyée de deux doubles cotices potencées et contre-potencées de dix pièces d'or) (partito: nel 1º d'argento, alla quercia sradicata di nero fogliata di verde, sormontata da una corona di barone d'oro; nel 2º troncato: in I d'oro, alla banda di rosso, caricata di tre alerioni d'argento, al leone del campo attraversante e al capo di Francia moderna (d'azzurro, a tre gigli d'oro), in II di Champagne (d'azzurro, alla banda d'argento accostata da due doppie cotisse potenziate e contropotenziate di dieci pezzi d'oro)) |
|        | Andelot-Blancheville Parti, au 1er de Navarre, au 2ème de Champagne, au chef d'azur chargé d'une rose d'or accompagné de deux fleurs de lys du même (partito: nel 1º di Navarra; nel 2º di Champagne; al capo d'azzurro, caricato di una rosa d'oro, accompagnata da due gigli dello stesso) |
|        | Arc-en-Barrois D'azur à la fasce cousue de gueules chargée de trois fleurs de lys d'or, accompagnée en chef d'une couronne fermée et en pointe d'un arc couché à la flèche ajustée, le tout du même (d'azzurro, alla fascia cucita di rosso, caricata di tre gigli d'oro, accompagnata in capo da una corona chiusa e in punta da un arco coricato, con la freccia incoccata, il tutto dello stesso) |
|        | Arnancourt D'argent à deux fasces de sable (d'argento, a due fasce di nero) |
|        | Auberive Parti au 1) de gueules à la crosse d'argent au 2) d'azur au lion d'or armé et lampassé de gueules (partito: nel 1º di rosso, al pastorale d'argento; nel 2º d'azzurro, al leone d'oro, armato e lampassato di rosso) |
|        | Autreville-sur-la-Renne Losangé d'or et de sable (losangato d'oro e di nero) |

## B
| Stemma | Nome del comune e blasonatura |
| ------ | --- |
|        | Baissey D'azur aux trois quintefeuilles d'argent (d'azzurro, a tre cinquefoglie d'argento) |
|        | Beurville D'azur aux trois fasces ondées d'argent, au chef aussi d'azur soutenu d'or, chargé de trois fleurs de lys d'argent au pied fleurdelysé d'or (d'azzurro, a tre fasce ondate d'argento; al capo pure d'azzurro, sostenuto d'oro, caricato di tre gigli d'argento col piede d'oro) |
|        | Biesles D'azur à trois têtes de bélier d'argent accornés d'or, posés 2, 1 (d'azzurro, a tre teste d'ariete d'argento, cornate d'oro, poste 2, 1) |
|        | Bourbonne-les-Bains Écartelé : au 1) et 4) d'azur à la croix tréflée d'or, au 2) et 3) d'argent au croissant de gueules (inquartato: nel 1º e 4º d'azzurro, alla croce trifogliata d'oro; nel 2º e 3º d'argento, al crescente di rosso) |
|        | Bourmont Coupé, au premier d'azur, à une montagne d'or surmontée d'un alérion d'argent accosté à dextre d'un soleil aussi d'or et à senestre d'une lune figurée aussi d'argent, au second d'argent, aux deux bars adossés d'azur accompagnés de quatre croisettes recroisetées au pied fiché du même (troncato: nel 1º d'azzurro, alla montagna d'oro sormontata da un alerione d'argento, accostato a destra da un sole pure d'oro e a sinistra da una luna figurata pure d'argento; nel 2º d'argento, a due barbi addossati d'azzurro, accompagnati da quattro crocette ricrocettate dal pié fitto dello stesso) |
|        | Breuvannes-en-Bassigny Parti: au 1) d'azur semé de croisettes recroisetées au pied fiché d'or au bar du même brochant en pal sur le tout, au 2) d'azur à la bande d'argent côtoyée de deux doubles cotices potencées et contre potencées d'or; le tout sommé d'un chef de sinople chargé d'une vache arrêtée d'argent colletée et clarinée du même, accostée de deux cloches d'or (partito: nel 1º d'azzurro seminato di crocette ricrocettate dal pié fitto d'oro, al barbo dello stesso attraversante in palo sul tutto; nel 2º d'azzurro, alla banda d'argento accostata da due doppie cotisse potenziate e contropotenziate d'oro; il tutto cimato da un capo di verde, caricato di una vacca ferma d'argento, collarinata e sonagliata dello stesso, accostata da due campane d'oro) |
|        | Briaucourt De sable aux trois chaudrons d'or (di nero, a tre calderoni d'oro) |
|        | Bricon D'argent au coq de sinople, crêté, becqué, barbé et membré de gueules (d'argento, al gallo di verde, crestato, imbeccato, bargigliato e membrato di rosso) |

## C
| Stemma | Nome del comune e blasonatura |
| ------ | --- |
|        | Chalancey D'or au lion d'azur lampassé et couronné de gueules (d'oro, al leone d'azzurro, lampassato e coronato di rosso) |
|        | Chalindrey Parti, au premier de gueules au colombier d'or, au second d'azur au pal d'argent côtoyé de deux doubles vergettes potencées et contre-potencées d'or, au chef cousu aussi d'azur chargé de deux coupes de rail d'or (partito: nel 1º di rosso, alla colombaia d'oro; nel 2º d'azzurro, al palo d'argento, accostato da due doppie verghette potenziate e contropotenziate d'oro; al capo cucito pure d'azzurro, caricato di due sezioni di rotaia d'oro) |
|        | Chamarandes-Choignes D'azur aux trois pals d'or (d'azzurro, a tre pali d'oro) |
|        | Chambroncourt De gueules aux cinq fasces d'argent (di rosso, a cinque fasce d'argento) |
|        | Champigny-sous-Varennes De sinople à cotice d'or déportée à senestre, sur laquelle broche une double cotice potencée et contre-potencée de tenné, adextrée d'une épée aussi d'or garnie aussi de tenné posé en bande (di verde, alla cotissa d'oro spostata a sinistra, attraversata da una doppia cotissa potenziata e contropotenziata di tanné, addestrata da una spada pure d'oro, guarnita pure di tanné, posta in banda) |
|        | Châteauvillain De gueules semé de billettes d'or au lion du même brochant sur le tout (di rosso seminato di biglietti d'oro, al leone dello stesso attraversante sul tutto) |
|        | Chaudenay D'azur aux six besants d'argent ordonnés 3, 2 et 1 (d'azzurro, a sei bisanti d'argento, ordinati 3, 2 e 1) |
|        | Chaumont Parti, au premier de gueules à une demi escarboucle fleurdelysée d'or mouvante de la partition, au second d'azur à la bande d'argent côtoyée de deux doubles cotices potencées et contre-potencées d'or; au chef cousu d'azur chargé de trois fleurs de lys d'or (partito: nel 1º di rosso, a un mezzo raggio di carbonchio fiordalisato d'oro, movente dalla partizione; nel 2º d'azzurro, alla banda d'argento accostata da due doppie cotisse potenziate e contropotenziate d'oro; al capo cucito d'azzurro, caricato di tre gigli d'oro) |
|        | Chevillon Parti: au premier d'azur aux broyes d'or liées par deux d'argent, les couples posés en fasce rangées en pal, au chef aussi d'argent au lion issant de gueules, au second de gueules à la grappe de raisin feuillée d'or accompagnée de trois billettes d'argent (partito: nel 1º d'azzurro, a tre sfilacciatori di lino d'oro, legati d'argento, posti in fascia e ordinati in palo, al capo pure d'argento, al leone nascente di rosso; nel 2º di rosso, al grappolo d'uva fogliato d'oro, accompagnato da tre biglietti d'argento) |
|        | Choiseul D'azur, à la croix d'or, cantonnée de dix-huit billettes du même, cinq dans chaque canton du chef posées 2, 1 et 2, et quatre dans chaque canton de la pointe posées 2 et 2 (d'azzurro, alla croce d'oro, accantonata da diciotto biglietti dello stesso, cinque in ognuno dei cantoni del capo, posti 2, 1 e 2, e quattro in ognuno dei cantoni della punta, posti 2 e 2) |
|        | Cirey-sur-Blaise D'or à la bande de gueules chargée de trois fleurs de lys d'argent (d'oro, alla banda di rosso, caricata di tre gigli d'argento) |
|        | Clefmont De gueules au cerf d'or (di rosso, al cervo d'oro) |
|        | Coiffy-le-Haut Parti: au premier de gueules aux chaines d'or posées en orle, en croix et en sautoir, chargé en cœur d'une émeraude au naturel, au second d'azur à la bande côtoyée de deux double cotices potencées et contre-potencées d'or; le tout sommé d'un chef d'azur semé de trois fleurs de lys d'or (partito: nel 1º di rosso, alle catene d'oro poste in orlo, in croce e in decusse, caricato in cuore da uno smeraldo al naturale; nel 2º d'azzurro, alla banda accostata da due doppie cotisse potenziate e contropotenziate d'oro; il tutto cimato da un capo d'azzurro caricato di tre gigli d'oro) Incongruenza tra disegno e blasonatura: il 1# è un semipartito e non un partito, il capo non è seminato ma caricato. |
|        | Colombey-les-Deux-Églises D'argent à la croix engrêlée de gueules, chaussé parti au I de gueules aux six burelles d'argent et au II d'azur à la fasce d'argent chargée de trois tourteaux de gueules, accompagnée de trois roses d'or (d'argento, alla croce spinata di rosso, calzato partito: in I di rosso, a sei burelle d'argento e in II d'azzurro, alla fascia d'argento caricata di tre torte di rosso, accompagnata da tre rose d'oro) Incongruenza tra disegno e blasonatura: lo stemma avrebbe dovuto essere definito come interzato in calza; nel 3º la banda non appare caricata di tre torte né accompagnata da tre rose.                                                                                                  |
|        | Coublanc D'or semé de clochette d'argent soutenue de croissant de gueules (d'oro seminato di sonagli d'argento, ciascuno sostenuto da un crescente di rosso) |
|        | Curel Vairé d'or et d'azur au chef de gueules chargé d'un lion passant d'argent (vaiato d'oro e d'azzurro, al capo di rosso, caricato di un leone passante d'argento) |

## D
| Stemma | Nome del comune e blasonatura |
| ------ | --- |
|        | Daillancourt De gueules à la croix engrêlée d'or (di rosso, alla croce spinata d'oro) |
|        | Dammartin-sur-Meuse D'azur au chevron d'or accompagné de trois roses d'argent (d'azzurro, allo scaglione d'oro, accompagnato da tre rose d'argento) |
|        | Dampierre De gueules au chevron d'argent (di rosso, allo scaglione d'argento) |
|        | Dinteville De sable aux deux léopards d'or armés et lampassés de gueules, passant l'un sur l'autre (di nero, a due leopardi d'oro armati e lampassati di rosso, passanti l'uno sull'altro) |
|        | Donjeux Parti: au premier d'azur semé de fleurs de lys d'or à la tour d'argent ouverte et ajourée du champ, maçonnée de sable, brochant sur le tout, au second d'argent aux trois fleurs de lys au pied nourri de gueules (partito: nel 1º d'azzurro seminato di gigli d'oro, alla torre d'argento aperta e finestrata del campo, murata di nero, attraversante sul tutto; nel 2º d'argento, a tre gigli dal piè nodrito di rosso) |
|        | Doulaincourt-Saucourt De gueules à la tour d'argent maçonnée de sable, ouverte et ajourée du champ, à la bordure cousue d'azur chargée de huit fleurs de lys d'or (di rosso, alla torre d'argento murata di nero, aperta e finestrata del campo; alla bordura cucita d'azzurro, caricata di otto gigli d'oro) |
|        | Doulevant-le-Château De sable au château donjonné d'or coulissé, ajouré et maçonné du champ, au chef de gueules chargé de deux têtes de loup affrontées d'or lampassées aussi de gueules (di nero, al castello torricellato d'oro, con saracinesca, finestrato e murato del campo; al capo di rosso, caricato di due teste di lupo affrontate d'oro, lampassate pure di rosso)                                                     |

## E
| Stemma | Nome del comune e blasonatura |
| ------ | --- |
|        | Échenay D'argent aux cinq annelets de gueules ordonnés en sautoir accompagnés de quatre mouchetures d’hermine de sable ordonnées 1.2.1 (d'argento, a cinque anelletti di rosso, ordinati in decusse, accompagnati da quattro moscature d'armellino di nero, ordinate 1, 2, 1) |
|        | Éclaron-Braucourt-Sainte-Livière D'azur au château de trois tours d'argent ouvert et ajouré du champ, posé sur un tertre isolé de sinople, accosté de deux tiges feuillées du même et fleuries de trois pièces de gueules (d'azzurro, al castello di tre torri d'argento, aperto e finestrato del campo, posto su un terrazzo isolato di verde, accostato da due rami fogliati dello stesso e fioriti di tre pezzi di rosso) |
|        | Ecot-la-Combe D'argent à un écot de sable posé en pal, au chef de sinople (d'argento, al tronco noderoso di nero posto in palo, al capo di verde) |

## F
| Stemma | Nome del comune e blasonatura |
| ------ | --- |
|        | Fayl-Billot D'azur au mur crénelé d'argent maçonné de sable, mouvant de la pointe, à l'écusson de gueules aux trois pal de vair et au chef d'or chargé à dextre d'une merlette de sable (d'azzurro, al muro merlato d'argento murato di nero, movente dalla punta, allo scudetto di rosso, a tre pali di vaio e al capo d'oro caricato a destra di un merlotto di nero) |
|        | Fays D'or à la foi alésée de carnation, parée d'azur, surmonte d'un cœur enflammé de gueules, adextré d'une épée de sable et senestré en chef d'une étoile du même (d'oro, alla fede scorciata di carnagione, manicata d'azzurro, sormontata da un cuore infiammato di rosso, addestrato da una spada di nero e sinistrata in capo da una stella dello stesso)          |
|        | Frampas D'azur au coq d'or membré, crêté et barbé de gueules (d'azzurro, al gallo d'oro, membrato, crestato e bargigliato di rosso) |

## G
| Stemma | Nome del comune e blasonatura |
| ------ | --- |
|        | Giey-sur-Aujon D'argent semé de trèfles de sable au lion du même armé et lampassé de gueules, brochant sur le tout, au chef du même chargé de trois croissants du champ (d'argento seminato di trifogli di nero, al leone dello stesso, armato e lampassato di rosso, attraversante sul tutto; al capo dello stesso, caricato di tre crescenti del campo) |
|        | Grenant D'azur au chevron d'or accompagné de trois marguerites tigées et feuillées d'argent (d'azzurro, allo scaglione d'oro, accompagnato da tre margherite gambute e fogliate d'argento) |
|        | Gudmont-Villiers D'azur au chevron d'or accompagné de trois plantes de lin d'argent (d'azzurro, allo scaglione d'oro, accompagnato da tre piante di lino d'argento) |

## H
| Stemma | Nome del comune e blasonatura |
| ------ | --- |
|        | Humbécourt Écartelé : au 1) parti au I reparti à dextre fascé d'argent et de gueules de huit pièces au II à senestre d'azur semé de lys d'or au lambel cousu de gueules brochant en chef sur le tout, au 2) parti au I dextre d'argent à la croix potencée soudée d'or cantonnée de quatre croisette du même au II d'or aux quatre pals de gueules, au 3) d'azur semé de fleurs de lys d'or à la bordure cousu de gueules et au 4) d'azur semé de croisettes recroisetées au pied fiché d'or aux deux bars adossés du même brochant sur le tout; sur le tout d'or à la bande de gueules chargée de trois alérions d'argent (inquartato: nel 1º partito: in I fasciato d'argento e di rosso di otto pezzi, in II d'azzurro seminato di gigli d'oro, al lambello cucito di rosso attraversante in capo sul tutto; nel 2º partito: in I d'argento, alla croce potenziata saldata d'oro accantonata da quattro crocette dello stesso, in II d'oro, a quattro pali di rosso; nel 3º d'azzurro seminato di gigli d'oro, alla bordura cucita di rosso; nel 4º d'azzurro seminato di crocette ricrocettate dal piè fitto d'oro, a due barbi addossati dello stesso, attraversanti sul tutto; sul tutto d'oro, alla banda di rosso, caricata di tre alerioni d'argento) |

## J
| Stemma | Nome del comune e blasonatura |
| ------ | --- |
|        | Joinville D'azur à trois broyes d'or liées d'argent, et au chef aussi d'argent à un lion issant de gueules (d'azzurro, a tre sfilacciatori di lino d'oro, legati d'argento; al capo pure d'argento, al leone nascente di rosso)                                                                                                   |
|        | Juzennecourt D'azur au chevron accompagné, en chef, de deux étoiles et, en pointe, d'un croissant, le tout d'or, au chef d'azur chargé de trois pals aussi d'or (d'azzurro, allo scaglione accompagnato, in capo, da due stelle e, in punta, da un crescente, il tutto d'oro; al capo d'azzurro, caricato di tre pali pure d'oro) |

## L
| Stemma | Nome del comune e blasonatura |
| ------ | --- |
|        | Lacrète D'or au mont de 3 coupeaux de sinople surmonté d'une croix de gueules (d'oro, al monte di tre cime di verde, sormontato da una croce di rosso) |
|        | Lafauche D'or à la bande de gueules chargée de trois alérions d'argent, au lion de sable brochant sur le tout, au chef d'azur chargé de trois fleurs de lys du champ (d'oro, alla banda di rosso, caricata di tre alerioni d'argento, al leone di nero attraversante sul tutto; al capo d'azzurro, caricato di tre gigli del campo) |
|        | Laferté-sur-Amance D'azur à la croix cantonnée au 1) et au 2) de cinq billettes ordonnées en sautoir, au 3) et 4) de quatre billettes ordonnées 2.2, le tout d'or, à l'écusson de gueules au créquier arraché d'argent brochant en cœur sur le tout (d'azzurro, alla croce accantonata nel 1º e 2º da cinque biglietti ordinati in decusse, nel 3º e 4º da quattro biglietti ordinati 2, 2, il tutto d'oro; allo scudetto di rosso al vepre sradicato d'argento attraversante in cuore sul tutto) |
|        | Laferté-sur-Aube Parti: au 1) de gueules aux chaînes d'or posées en orle, croix et sautoir, chargé en cœur d'une émeraude au naturel, au 2) d'azur à la bande côtoyée de deux double cotices potencées et contre-potencées d'or; le tout sommé d'un chef d'azur chargé d'une fleurs de lys d'or accostée de deux branches de laurier du même, celle de dextre posée en bande et celle de senestre posée en barre (partito: nel 1º di rosso, alle catene d'oro poste in orlo, croce e decusse, caricato in cuore da uno smeraldo al naturale; nel 2º d'azzurro, alla banda accostata di due doppie cotisse potenziate e contropotenziate d'oro; il tutto cimato da un capo d'azzurro, caricato di un giglio d'oro, accostato da due rami di lauro dello stesso, quello a destra posto in banda e quello a sinistra posto in sbarra) |
|        | Langres D'azur semé de fleurs de lis d'or, au sautoir de gueules brochant sur le tout (d'azzurro semianto di gigli d'oro, al decusse di rosso attraversante sul tutto) |
|        | Lezéville D'azur au chef denché d'or (d'azzurro, al capo dentato d'oro) |
|        | Longeau-Percey Parti: au 1) de gueules aux chaînes d'or posées en croix et en sautoir, chargé en cœur d'une émeraude au naturel, au 2) d'azur à la bande d'argent côtoyée de deux double cotices potencées et contre potencées d'or; le tout sommé d'un chef bastillé de cinq pièces d'or (partito: nel 1º di rosso, alle catene d'oro poste in orlo, croce e decusse, caricato in cuore da uno smeraldo al naturale; nel 2º d'azzurro, alla banda accostata di due doppie cotisse potenziate e contropotenziate d'oro; il tutto cimato da un capo merlato di cinque pezzi d'oro) |

## M
| Stemma | Nome del comune e blasonatura |
| ------ | --- |
|        | Montier-en-Der D'azur à la fleur de lys d'or, accompagnée de trois faucilles d'argent emmanchées aussi d'or (d'azzurro, al giglio d'oro, accompagnato da tre falcetti d'argento, manicati pure d'oro) |
|        | Montot-sur-Rognon Parti d'argent et d'or à la bande de sable chargée d'une double cotice potencée et contre-potencée aussi d'argent, accompagnée, en chef, d'une croix latine de gueules perronnée de trois degrés d'argent et, en pointe, d'une fontaine aussi de gueules à la margelle aussi d'argent, jaillissante de quatre jets d'azur, deux à dextre et deux à senestre (partito d'argento e d'oro, alla banda di nero caricata di una doppia cotissa potenziata e contropotenziate pure d'argento, accompagnata, in capo, da una croce latina di rosso scalinata di tre gradini d'argento e, in punta, da una fontana pure di rosso al puteale pure d'argento, zampillante di quattro getti d'azzurro, due a destra e due a sinistra) |
|        | Montsaugeon De gueules à neuf burelles d'or (di rosso, a nove burelle d'oro) |

## N
| Stemma | Nome del comune e blasonatura |
| ------ | --- |
|        | Neuilly-l'Évêque De gueules au mur crénelé d'argent ouvert du champ, maçonné de sable, mouvant de la pointe, à l'écusson d'azur semé de fleurs de lys d'or au sautoir cousu de gueules, brochant en cœur sur le tout (di rosso, al muro merlato d'argento, aperto del campo, movente dalla punta, allo scudetto d'azzurro seminato di gigli d'oro al decusse cucito di rosso, attraversante in cuore sul tutto) |
|        | Neuilly-sur-Suize D'azur à trois tête d'argent, bordé de gueules (d'azzurro, a tre teste d'argento, bordato di rosso) |
|        | Nogent D'azur au lion d'argent (d'azzurro, al leone d'argento) |
|        | Noidant-le-Rocheux D'argent au chef de gueules chargé de deux roses d'or feuillées de sinople (d'argento, al capo di rosso, caricato di due rose d'oro fogliate di verde) Incongruenza tra disegno e blasonatura: le rose sono punteggiate e non fogliate. |
|        | Nomécourt De gueules à la tour d'or ouverte, ajourée et maçonnée de sable au chef d'azur chargé de 3 étoiles aussi d'or (di rosso, alla torre d'oro aperta, finestrata e murata di nero; al capo d'azzurro caricato di tre stelle pure d'oro) |

## O
| Stemma | Nome del comune e blasonatura                                             |
| ------ | ------------------------------------------------------------------------- |
|        | Orges D'argent aux trois fasces d'azur (d'argento, a tre fasce d'azzurro) |

## P
| Stemma | Nome del comune e blasonatura |
| ------ | --- |
|        | Peigney D'hermine au chef de gueules chargé de deux quintefeuilles d'or (d'armellino, al capo di rosso caricato di due cinquefoglie d'oro) |
|        | Poissons De sable aux sept burèles d'azur, aux deux poissons adossés en pal d'argent brochant (di nero, a sette burelle d'azzurro, a due pesci addossati in palo d'argento attraversanti) Incongruenza tra disegno e blasonatura: i due pesci sono due barbi. |
|        | Poulangy D'azur à la crosse d'abbesse, accostée d'une clef et d'une fleur de lys, le tout d'or (d'azzurro, al pastorale da badessa, accostata da una chiave e da un giglio, il tutto d'oro)                                                                   |
|        | Prauthoy Coupé, au premier d'azur semé de fleurs de lys d'or, au sautoir de gueules brochant, au second vairé d'or et de gueules (troncato: nel 1º d'azzurro seminato di gigli d'oro, al decusse di rosso attraversante; nel 2º vaiato d'oro e di rosso)      |
|        | Pressigny De gueules au chevron accompagné, en chef, de deux molettes d'éperon et en pointe, d'un trèfle, le tout d'or (di rosso, allo scaglione accompagnato, in capo, da due rotelle di sperone e, in punta, da un trifoglio, il tutto d'oro)               |
|        | Prez-sous-Lafauche D'azur à l'agneau pascal d'argent, la bannière chargée d'un sautoir de gueules (d'azzurro, all'agnello pasquale d'argento, la bandiera caricata di un decusse di rosso)                                                                    |
|        | Puellemontier D'azur au mont de six coupeaux d'argent mouvant de la pointe surmonté de deux croissants du même (d'azzurro, al monte di sei cime d'argento, movente dalla punta, sormontato da due crescenti dello stesso)                                     |

## R
| Stemma | Nome del comune e blasonatura |
| ------ | --- |
|        | Rennepont De sable à la bande d'argent chargée d'un lion léopardé de gueules, accompagnée de deux étoiles de six rais aussi d'argent (di nero, alla banda d'argento, caricata di un leone illeopardito di rosso, accompagnata da due stelle di sei raggi pure d'argento) |
|        | Reynel D'azur aux trois chevron d'or (d'azzurro, a tre scaglioni d'oro) |
|        | Riaucourt D'azur au vol d'or surmonté d'un œil du même (d'azzurro, al volo d'oro sormontato da un occhio dello stesso) |
|        | Richebourg D'or à l'écusson de gueules chargé d'un saint Nicolas d'argent; à la bordure de sinople chargée de six besants d'argent |
|        | Rivière-les-Fosses De gueules à une fasce d'argent chargé de trois écussons d'azur (di rosso, alla fascia d'argento, caricata di tre scudetti d'azzurro) |
|        | Rizaucourt-Buchey Écartelé : au 1) et au 4) d'azur aux trois glands d'or, au 2) et 3) d'or semé de trèfles d'azur au lion de sable brochant sur le tout, au chef de gueules chargé de trois croissant du champ (inquartato: nel 1º e 4º d'azzurro, a tre ghiande d'oro; nel 2º e 3º d'oro seminato di trifogli d'azzurro, al leone di nero attraversante sul tutto, al capo di rosso, caricato di tre crescenti del campo) |
|        | Rouvroy-sur-Marne Gironné d'or et d'azur de six pièces (gheronato d'oro e d'azzurro di sei pezzi) |

## S
| Stemma | Nome del comune e blasonatura |
| ------ | --- |
|        | Saint-Dizier D'azur au château de trois tours d'argent maçonné de sable, la tour du milieu plus élevée, posé sur une coque de nef aussi d'argent (d'azzurro, al castello di tre torri d'argento murato di nero, la torre centrale più alta, posato su uno scafo di nave pure d'argento) |
|        | Saint-Urbain-Maconcourt De gueules au tau d’argent, accompagné de trois fleurs de lys du même mal ordonnées '(di rosso, al tau d'argento, accompagnato da tre gigli dello stesso male ordinati) |
|        | Saints-Geosmes De gueules aux trois palmiers arrachés d'or (di rosso, a tre palmizi sradicati d'oro) |
|        | Savigny Écartelé : au 1) de gueules au lion couronné d'or, au 2) d'azur au soleil non figuré d'or, au 3) d’azur au coq d'or, au 4) de gueules au château donjonné d'or ouvert et maçonné de sable (inquartato: nel 1º di rosso, al leone coronato d'oro; nel 2º d'azzurro, al sole non figurato d'oro; nel 3º d'azzurro, al gallo d'oro; nel 4º di rosso, al castello torricellato d'oro, aperto e murato di nero) |
|        | Serqueux D'azur à la fasce ondée d'argent accompagnée de trois annelets d'or (d'azzurro, alla fascia ondata d'argento, accompagnata da tre anelletti d'oro) |
|        | Sommevoire D'azur à la tour d'argent ouverte, ajourée et maçonnée de sable, d'où sort une source aussi d'argent, ladite tour surmontée d'une étoile d'or (d'azzurro, alla torre d'argento, aperto, finestrato e murato di nero, da cui esce una sorgente pure d'argento, la torre sormontata da una stella d'oro)                                                                                                  |

## T
| Stemma | Nome del comune e blasonatura |
| ------ | --- |
|        | Terre-Natale De gueules au lévrier passant d'argent colleté du champ, surmonté d'un croissant d'or (di rosso, al levriere passante d'argento, collarinato del campo, sormontato da un crescente d'oro)                            |
|        | Thonnance-lès-Joinville D'azur aux lettres V de sable et T d'or rangées en fasce, entrelacées et accompagnées de trois abeilles en vol d'or. (d'azzurro, alle lettere V di nero e T d'oro, accompagnate da tre api in volo d'oro) |
|        | Trémilly De sable fretté d'argent de six pièces (di nero, cancellato d'argento di sei pezzi) |

## V
| Stemma | Nome del comune e blasonatura |
| ------ | --- |
|        | Val-de-Meuse D'azur à la muraille donjonnée d'argent ajourée et maçonnée de sable à l'écusson parti en 1) mi parti de gueules aux chaînes d'or posées en croix, en orle et en sautoir, chargé en cœur d'une émeraude au naturel et 2) d'azur à la bande d'argent côtoyée de deux double cotices potencées et contre potencées d'or brochant en cœur sur le tout (d'azzurro, alla muraglia torricellata d'argento, finestrata e murata di nero, allo scudetto partito: nel 1º semipartito di rosso, alle catene d'oro poste in croce, in orlo e in decusse, caricato in cuore di uno smeraldo al naturale; nel 2º d'azzurro, alla banda d'argento accostata da due doppie cotisse potenziate e contropotenziate d'oro, attraversante in cuore sul tutto) |
|        | Vaux-la-Douce D'argent au sautoir d'azur chargé de cinq besants d'or (d'argento, al decusse d'azzurro, caricato di cinque bisanti d'oro) |
|        | Vaux-sous-Aubigny De gueules à neuf burelles d'or (di rosso, a nove burelle d'oro) |
|        | Vaux-sur-Saint-Urbain D'azur à trois broyes d'or rangé en pal (d'azzurro, a tre sfilacciatori di lino d'oro, ordinati in palo) |
|        | Vignory De gueules aux six burelles d'argent (di rosso, a sei burelle d'argento) |
|        | Villiers-sur-Suize Écartelé au 1) de sinople à la fasce d'argent, maçonnée de sable, au 2) et 3) d'or au chevron renversé d'azur, accompagné en chef d'une hure de sanglier de sable et en pointe de deux truites du même, au 4) d'azur à la roue de moulin à eau d'argent, dans les ondes alésées du même (inquartato: nel 1º di verde, alla fascia d'argento, murata di nero; nel 2º e 3º d'oro, allo scaglione rovesciato d'azzurro, accompagnato in capo da un grugno di cinghiale di nero e in punta da due trote dello stesso; nel 4º d'azzurro, alla ruota di mulino ad acqua d'argento, nelle onde scorciate d'argento) |

## W
| Stemma | Nome del comune e blasonatura |
| ------ | --- |
|        | Wassy D'argent aux deux drapeaux au naturel passés en sautoir, surmontés d'une lettre W capitale de sable, au chef d'azur chargé de trois fleurs de lys d'or (d'argento, a due drappi al naturale passati in decusse, sormontati da una lettera W maiuscola di nero; al capo d'azzurro, caricato di tre gigli d'oro) alias: D'argent à deux drapeaux aux hampes d'argent, posés en sautoir et liés de même: le drapeau de dextre est aux armes de France, celui de senestre aux armes de Lorraine, et un chef d'azur, chargé de trois fleurs de lys d'or (d'argento, a due drappi con le aste d'argento, passati in decusse e legati dello stesso, il drappo di destra alle armi di Francia, quello di sinistra alle armi di Lorena; al capo d'azzurro, caricato di tre gigli d'oro) |